# 清水啓吾
清水 啓吾（しみず けいご、1939年7月2日 - ）は、日本の元競泳選手。長崎県出身。慶應義塾大学卒業。1960年ローマオリンピック競泳では男子100m自由形準決勝敗退したが男子4×100mメドレーリレーで銅メダルを獲得した。　1962年のアジア競技大会競泳男子100m自由形で金メダルを獲得した。